# Мінхаунг
Мінхаунг (*бірм. ပြည် မင်းခေါင်; бл. 1510 — 1553) — останній володар царства П'ї у 1539—1542 роках.

## Життєпис
Син Баїн Хтве, правителя П'ї, та Чітмі (доньки Міньєчавсви II, собви Кале). Народився десь у 1510-х роках. Про його попередню діяльність обмаль відомостей. У 1539 році після смерті зведеного брата Нарапаті успадкував владу. Мінхаунг гарячково готувався до захисту від чергового нападу держави Таунгу. Він зміцнив столицю і найняв португальських вояків. Також активно взаємодіяв з аванським царем Тоханбвою, що був його сюзереном.
Наприкінці 1541 року Таунгу знову взяв в облогу П'ї. Мінхаунг отримав потужне сухопутне військо від Ави та флот від держави М'яу-У, щоб прорвати облогу. У битві біля П'ї шанські війська зазнали тяжкої поразки. В свою чергу флот М'яу-У атакував порт в Басейн, захопивши його, але в цей час надішла звістка про поразку Мінхаунга та шанів, внаслідок чого цей флот повернувся до себе. В результаті Мінхаунг опинився наодинці. Після 5 місяців облоги в місті почався голод. Велика кількість обложених залишило місто. 19 травня 1542 року Мінхаунг здався. Його разом з родиною було відправлено до Таунгу, а царство П'ї приєднано до володінь царя Табіншвехті. П'ї було перетворено на окрему провінцію.
Мінхаунг залишався під домашнім арештом до 1553 року, коли його стратив новий володар Таунгу Баїннаун. 